# Tangara des Santa Marta
Anisognathus melanogenys
Pour les articles homonymes, voir Tangara montagnard.
Espèce
Statut de conservation UICN

 LC  : Préoccupation mineure
Le Tangara des Santa Marta (Anisognathus melanogenys) est une espèce de petits passereaux de la famille des Thraupidae.

## Répartition
Il est endémique de la sierra Nevada de Santa Marta.